# World Series of Poker 1997
Die World Series of Poker 1997 war die 28. Austragung der Poker-Weltmeisterschaft und fand vom 19. April bis 13. Mai 1997 im Binion’s Horseshoe in Las Vegas statt.

## Turniere

### Turnierplan

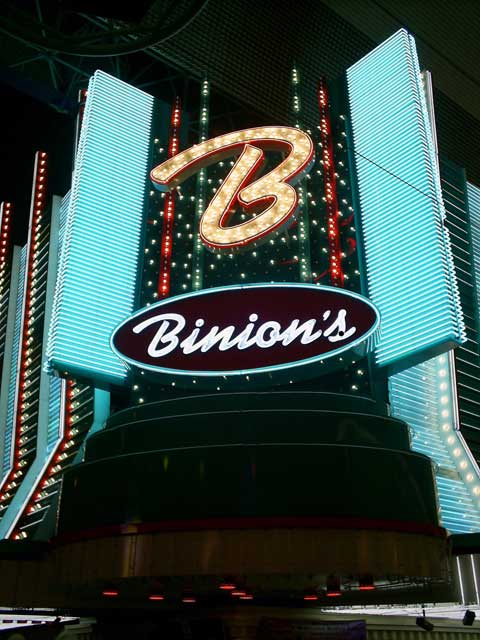
Das Binion’s Horseshoe in Las Vegas

Im Falle eines mehrfachen Braceletgewinners gibt die Zahl hinter dem Spielernamen an, das wievielte Bracelet in diesem Turnier gewonnen wurde.
| #  | Buy-in (in $) | Turnier                                          | Turnierbeginn | Teilnehmer | Sieger              | Herkunft               | Preisgeld (in $) |
| -- | ------------- | ------------------------------------------------ | ------------- | ---------- | ------------------- | ---------------------- | ---------------- |
| 1  | 02.000        | Limit Hold’em                                    | 19. Apr. 1997 | 544        | Kevin Song          | Vereinigte Staaten     | 0.397.120        |
| 2  | 01.500        | Limit Razz                                       | 20. Apr. 1997 | 160        | Linda Johnson       | Vereinigte Staaten     | 0.096.000        |
| 3  | 01.500        | Limit Omaha                                      | 21. Apr. 1997 | 184        | Claude Cohen        | Frankreich             | 0.110.400        |
| 4  | 01.500        | Limit Seven Card Stud                            | 22. Apr. 1997 | 257        | Maria Stern         | Costa Rica             | 0.140.708        |
| 5  | 01.500        | Pot-Limit Omaha                                  | 23. Apr. 1997 | 140        | Chris Björin        | Schweden               | 0.169.200        |
| 6  | 01.500        | Limit Seven Card Stud Hi-Lo                      | 24. Apr. 1997 | 238        | Doug Saab           | Vereinigte Staaten     | 0.130.305        |
| 7  | 02.000        | No-Limit Hold’em                                 | 25. Apr. 1997 | 355        | John Cernuto (2)    | Vereinigte Staaten     | 0.259.150        |
| 8  | 02.000        | Limit Omaha Hi-Lo                                | 26. Apr. 1997 | 215        | Scotty Nguyen       | Vereinigte Staaten     | 0.156.950        |
| 9  | 02.000        | Pot-Limit Hold’em                                | 27. Apr. 1997 | 247        | Dave Ulliott        | Vereinigtes Konigreich | 0.180.310        |
| 10 | 02.500        | Limit Seven Card Stud                            | 28. Apr. 1997 | 169        | Vasilis Lazarou (2) | Vereinigte Staaten     | 0.169.000        |
| 11 | 02.500        | Pot-Limit Omaha (Rebuy)                          | 29. Apr. 1997 | 087        | Matthias Rohnacher  | Deutschland            | 0.183.000        |
| 12 | 02.500        | Limit Seven Card Stud Hi-Lo                      | 30. Apr. 1997 | 117        | Max Stern (2)       | Costa Rica             | 0.117.000        |
| 13 | 03.000        | Limit Hold’em                                    | 1. Mai 1997   | 193        | Louis Asmo          | Vereinigte Staaten     | 0.231.600        |
| 14 | 03.000        | Limit Omaha Hi-Lo                                | 2. Mai 1997   | 121        | Dean Stonier        | Vereinigte Staaten     | 0.145.200        |
| 15 | 03.000        | Pot-Limit Hold’em                                | 3. Mai 1997   | 170        | Phil Hellmuth (6)   | Vereinigte Staaten     | 0.204.000        |
| 16 | 05.000        | No-Limit 2-7 Draw Lowball                        | 4. Mai 1997   | 032        | Johnny Chan (5)     | Vereinigte Staaten     | 0.164.250        |
| 17 | 03.000        | No-Limit Hold’em                                 | 5. Mai 1997   | 217        | Max Stern (3)       | Costa Rica             | 0.237.615        |
| 18 | 05.000        | Limit Seven Card Stud                            | 6. Mai 1997   | 088        | Mel Judah (2)       | Australien             | 0.176.000        |
| 19 | 05.000        | Limit Hold’em                                    | 7. Mai 1997   | 112        | Robert Veltri       | Vereinigte Staaten     | 0.224.000        |
| 20 | 01.000        | Ladies Limit Seven Card Stud                     | 8. Mai 1997   | 095        | Susie Isaacs (2)    | Vereinigte Staaten     | 0.038.000        |
| 21 | 00.000        | Charity – No-Limit Hold’em Press Invitational    | 9. Mai 1997   | unbekannt  | unbekannt           | unbekannt              | unbekannt        |
| 22 | 10.000        | No Limit Hold’em Main Event – World Championship | 10. Mai 1997  | 312        | Stu Ungar (5)       | Vereinigte Staaten     | 1.000.000        |

### Main Event
Der Finaltisch wurde am 13. Mai 1997 ausgespielt. In der finalen Hand gewann Ungar mit A♥ 4♣ gegen Strzemp mit A♠ 8♣.
| Platz | Herkunft           | Spieler      | Preisgeld (in $) |
| ----- | ------------------ | ------------ | ---------------- |
| 1     | Vereinigte Staaten | Stu Ungar    | 1.000.000        |
| 2     | Vereinigte Staaten | John Strzemp | 0.583.000        |
| 3     | Australien         | Mel Judah    | 0.371.000        |
| 4     | Vereinigte Staaten | Ron Stanley  | 0.212.000        |
| 5     | Vereinigte Staaten | Bob Walker   | 0.161.120        |
| 6     | Vereinigte Staaten | Peter Bao    | 0.127.200        |